# Kabinet-Erdoğan II
Het kabinet-Erdoğan II was het Turkse kabinet tussen 29 augustus 2007 en 14 juni 2011. De AK-partij van premier Erdoğan behaalde meer stemmen in de verkiezingen van 2007 en kreeg de mogelijkheid een tweede kabinet te formeren. Op 1 mei 2009 werden elf ministers vervangen door nieuwe politici.
| Functie                                                                                   | Minister             | Ambtsbekleder | Partij              |
| ----------------------------------------------------------------------------------------- | -------------------- | ------------- | ------------------- |
| Premier van Turkije                                                                       | Recep Tayyip Erdoğan |               | AK-partij           |
| Vicepremier Verantwoordelijk voor publieke instituten en TRT                              | Bülent Arınç         |               | AK-partij           |
| Vicepremier Verantwoordelijk voor economische zaken, bancaire sector en de schatkist      | Ali Babacan          |               | AK-partij           |
| Vicepremier Verantwoordelijk voor de coördinatie van de mensenrechten en Cyprus           | Cemil Çiçek          |               | AK-partij           |
| Minister van Staat Verantwoordelijk voor vrouwen en gezinnen                              | Selma Aliye          |               | AK-partij           |
| Minister van Staat Verantwoordelijk voor technologie en de Alliantie van Beschavingen     | Mehmet Aydın         |               | AK-partij           |
| Minister van Staat Hoofdonderhandelaar met de Europese Unie                               | Egemen Bağış         |               | AK-partij           |
| Minister van Staat Verantwoordelijk voor de buitenlandse handel                           | Zafer Çağlayan       |               | AK-partij           |
| Minister van Staat Verantwoordelijk voor religieuze zaken en de Turkse volkeren           | Faruk Çelik          |               | AK-partij           |
| Minister van Staat Verantwoordelijk voor de douanes, sociale bescherming en Istanbul 2010 | Hayati Yazıcı        |               | AK-partij           |
| Minister van Staat Verantwoordelijk voor het Project Zuidoost-Anatolië                    | Cevdet Yılmaz        |               | AK-partij           |
| Minister van Buitenlandse Zaken                                                           | Ahmet Davutoğlu      |               | Geen parlementariër |
| Minister van Binnenlandse Zaken                                                           | Beşir Atalay         |               | AK-partij           |
| Minister van Onderwijs                                                                    | Nimet Çubukçu        |               | AK-partij           |
| Minister van Toerisme en Cultuur                                                          | Ertuğrul Günay       |               | AK-partij           |
| Minister van Financiën                                                                    | Mehmet Şimşek        |               | AK-partij           |
| Minister van Defensie                                                                     | Vecdi Gönül          |               | AK-partij           |
| Minister van Justitie                                                                     | Sadullah Ergin       |               | AK-partij           |
| Minister van Volksgezondheid                                                              | Recep Akdağ          |               | AK-partij           |
| Minister van Transport                                                                    | Binali Yıldırım      |               | AK-partij           |
| Minister van Landbouw                                                                     | Mehmet Mehdi Eker    |               | AK-partij           |
| Minister van Milieubeheer                                                                 | Veysel Eroğlu        |               | AK-partij           |
| Minister van Industrie en Handel                                                          | Nihat Ergün          |               | AK-partij           |
| Minister van Energie en Natuurlijke Hulpbronnen                                           | Taner Yıldız         |               | AK-partij           |
| Minister van Sociale Zaken en Werkgelegenheid                                             | Ömer Dinçer          |               | AK-partij           |
| Minister van Openbare Werken en Huisvesting                                               | Mustafa Demir        |               | AK-partij           |

## Reden ontslagaanvraag
Einde van de parlementaire periode.